# Tae'
Le taeʼ est une langue de la branche sulawesienne méridionale du Nord des langues austronésiennes. En 2010, elle est parlée par 270 000 personnes sur l'île de Sulawesi du Sud.